# Lillian Kemble-Cooper
Lillian Kemble-Cooper (21 de marzo de 1892-4 de mayo de 1977) fue una actriz anglo-estadounidense que tuvo una exitosa carrera en Broadway y en el cine de Hollywood.

## Biografía

### Primeros años
Lillian Kemble-Cooper era miembro de la familia Kemble, una familia de actores ingleses que reinó en los escenarios británicos durante décadas. Nació como hija del actor Frank Kemble-Cooper. Su hermano menor, Anthony Kemble-Cooper (1904-2000), y su hermana mayor, Violet Kemble-Cooper, también trabajaron como actores

### Carrera
La primera aparición en teatro de Kemble-Cooper fue como miembro del coro en una producción de septiembre de 1914 de The Chocolate Soldier en el Lyric Theatre, Londres. Poco después se fue a Estados Unidos, donde apareció en varias producciones de Broadway. En 1919 apareció en Hitchy-Koo. Más adelante en su carrera se convirtió en actriz de cine y apareció en una veintena de películas, sobre todo en papeles secundarios. En Hollywood, Kemble-Cooper interpretó sobre todo a aristócratas, solteronas y sirvientas. Quizá sea más recordada por su breve aparición como la enfermera de Bonnie Blue Butler en Londres en Lo que el viento se llevó, el único personaje no estadounidense de la película.

### Vida personal y muerte
En 1923, Kemble-Cooper se casó con un antiguo piloto de la Primera Guerra Mundial y escritor, Louis G. Bernheimer, que murió en 1930. Su segundo esposo fue el actor Guy Bates Post; el matrimonio duró más de treinta años hasta su muerte en 1968. 
Kemble murió el 4 de mayo de 1977 en Los Ángeles. Fue enterrada en el Hollywood Forever Cemetery.

## Filmografía seleccionada
- I Like Your Nerve (1931) - Condesa Vecchio (Sin acreditar)
- Personal Maid's Secret (1935) - Mrs. Palmer (Sin acreditar)
- Three Live Ghosts (1936) - Lady Brockton
- The White Angel (1936) - Parthenope 'Parthe' Nightingale
- A Woman Rebels (1936) - Lady Rinlake (Sin acreditar)
- Ready, Willing, and Able (1937) - Mrs. Buffington (Créditos) / Bloomington (en cine)
- We Are Not Alone (1939) - Mrs. Stacey (Sin acreditar)
- Lo que el viento se llevó (1939) - Doctora de Bonnie de Londres
- Lady with Red Hair (1940) - London Party Guest (Sin acreditar)
- Rage in Heaven (1941) - Nurse (Sin acreditar)
- A Woman's Face (1941) - Doctora (Sin acreditar)
- So Big (1953) - Miss Fister
- Moonfleet (1955) - Mary Hicks (Sin acreditar)
- The King's Thief (1955) - Mrs. Fell
- Gaby (1956) - Mrs. Edward (Sin acreditar)
- D-Day the Sixth of June (1956) - Doctora británica (Sin acreditar)
- My Fair Lady (1964) - Lady Ambassador (Sin acreditar) (último papel cinematográfico)